# Ludolf von Bevern
Ludolf von Bevern (* im 12. oder 13. Jahrhundert; † 1242 oder 1245 in Palästina) war Domherr in Münster.

## Leben
Ludolf von Bevern findet erstmals als Domherr zu Münster im Jahre 1212 urkundliche Erwähnung. Bevor er 1235 Propst von St. Mauritz in Münster wurde, musste er 1232 als Schiedsrichter in einem Streit zwischen dem Dechanten und Propst von St. Mauritz eintreten. Er
wurde in den Dokumenten des Kapitels vielfach erwähnt und war am 18. August 1242 in Akkon Zeuge bei der Schenkung eines Ritters an den Deutschen Orden. Er verlor während des Lombardenkrieges sein Leben und starb in Palästina.